# 노티스노트
노티스노트(NoticeNote)는 대한민국의 4인조 록 밴드이다.

## 음반 목록
EP
- 2015: 《OPEN NOTE》

싱글
- 2013: 겨울잠
- 2015: 동행에게 (Feat. 김현아 of 랄라스윗)